# غوس ماكليود
غوس ماكليود (بالإنجليزية: Gus McLeod)‏ هو طيار أمريكي، ولد في 1954.

## وصلات خارجية
- غوس ماكليود على موقع IMDb (الإنجليزية)
- غوس ماكليود على موقع IMDb (الإنجليزية)